# Rebecca West

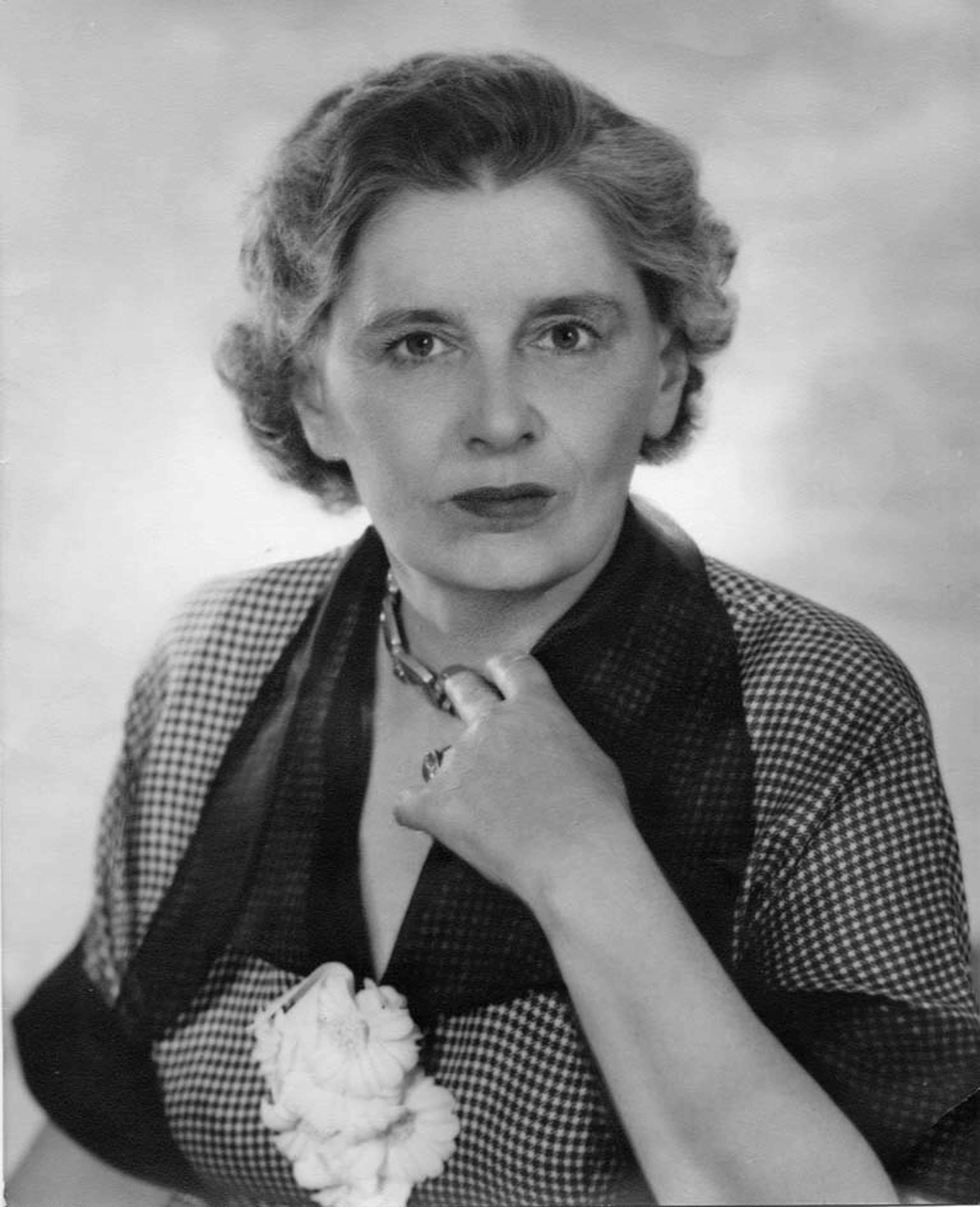
Rebecca West,
Fotografie von Madame Yevonde

Dame Rebecca West DBE (* 21. Dezember 1892 in London als Cicily Isabel Fairfield; † 15. März 1983 ebenda) war eine britische Schriftstellerin und Journalistin.

## Leben
Cicely Fairfield wurde als eine von drei Töchtern des irischen Journalisten Charles George Fairfield und seiner schottischen Frau Isabella Campbell Mackenzie geboren. Eine ihrer Schwestern war Letitia Fairfield. Ihr Vater unterstützte die Armee der Südstaaten im amerikanischen Bürgerkrieg. Er verließ die Familie, als Cicely Fairfield acht Jahre alt war. Die Familie zog daraufhin nach Edinburgh, wo Fairfield ihre Schulausbildung absolvierte. Später begann sie eine Ausbildung zur Schauspielerin; dies mag auch eine Erklärung für den Namenswechsel sein – Rebecca West ist der Name einer Figur aus einem Schauspiel von Henrik Ibsen. Kurzzeitig beteiligte sie sich an der britischen Suffragettenbewegung.
1912 lernte sie den Autor H. G. Wells kennen, dessen Geliebte sie wurde. Aus der Beziehung mit ihm stammt der gemeinsame Sohn Anthony West (1914–1987). 1923 trennte sich Rebecca West von Wells. Sie heiratete 1930 den Bankier Henry Maxwell Andrews.
West war eine radikale Journalistin (ab 1911), für The Freewoman, die Daily News, und Clarion, sie verfasste eine Studie über Henry James, Romane, Erzählungen (u. a. veröffentlicht in Wyndham Lewis’ Blast). Als ihr Hauptwerk und eines der wichtigsten englischsprachigen Bücher des zwanzigsten Jahrhunderts wird die, als Reisebericht abgefasste, Novelle über Wests Eindrücke über Jugoslawien (Black Lamb and Grey Falcon, 1941), in der sie aus den Erlebnissen während ihrer drei Jugoslawien-Reisen von 1936 bis 1938 über die Geschichte des Balkans, Ethnographie, Mythologie, Poesie, die Bedeutung des Nationalsozialismus und den Feminismus referiert, angesehen. In diesem Buch identifiziert sie sich bedingungslos mit dem serbischen Nationalismus, den sie mit „slawischer Reinheit“ identifiziert; die Kroaten seien „vom österreichischen Einfluss wie von einer Krankheit“ befallen. Als Gründungsmythos des serbischen Nationalismus sieht sie das mittelalterliche serbische Reich und dessen Niederlage in der Schlacht auf dem Amselfeld, die sie als Wiederkehr der Kreuzigung Christi interpretiert. Die Folgen der Ermordung König Alexanders I. und seiner Frau beschreibt sie so:

The  tiger, blood on its claws, crossed itself; the golden beast became a golden youth; church  and state, love and violence, life and death were to be fused again as in Byzantium

„Der Tiger, Blut an seinen Krallen, bekreuzigte sich; die goldene Bestie wurde zur goldenen Jugend; Kirche und Staat, Liebe und Gewalt, Leben und Tod wurden wieder eins wie in Byzanz“

Der 1934 ermordete Diktator Alexander I. war ihrer Meinung nach

the  Balkan  spirit  incarnate,  who  was  terrible  as  all  Balkan  peoples  are,  because  he had  twice  risen  from  the  dead,  he  had  broken  the  tomb  of  Kosovo  and  after  the Austrians  had  stamped  down  the  earth  over  him  he  had  kicked  it  away  and  stood upright.

„die Wiedergeburt des Geistes des Balkans, der so schrecklich war wie alle balkanischen Völker, weil er zweimal von den Toten auferstand, er zerbrach das Grab des Kosovo und nachdem die Österreicher ihn mit Erde bedeckt hatten, stieß er sie weg und stand wieder aufrecht“

Ihre Identifikation mit dem serbischen Nationalismus wird wissenschaftlich als „rassistisch, sogar nazigleich in der Rohheit der rassischen Stereotype und der Akzeptanz von Gewalt“ bezeichnet.
Sie schrieb auch eine politische Studie über den Verrat im Zweiten Weltkrieg (The Meaning of Treason, 1947). In den 1920er Jahren war sie eine gutbezahlte Journalistin für seriöse Zeitungen, wie den New Statesman, den Daily Telegraph, The New Republic, die New York Herald Tribune, The New York American; und für führende Magazine wie Harper’s Bazaar und Vanity Fair.
Im Jahr 1946 entsandte sie der Daily Telegraph als Berichterstatterin zu den Nürnberger Prozessen. 1950 wurde sie in die American Academy of Arts and Sciences und 1972 in die American Academy of Arts and Letters gewählt. 1959 wurde West als Dame Commander of the Order of the British Empire (DBE) geadelt.
West litt unter einer Sehbehinderung und in den späten 1970er Jahren unter Bluthochdruck. Zunehmend gebrechlich, war sie in ihren letzten Lebensmonaten ans Bett gefesselt, manchmal lag sie sogar in Delirien. Sie beklagte sich darüber, dass sie zu langsam sterbe. Sie starb am 15. März 1983 und ist auf dem Brookwood Cemetery, Woking begraben.

## Werke (Auswahl)
- Henry James, 1916 (Literaturkritik)
- The Return of the Soldier, 1918 (Roman)
  - Deutsche Erstausgabe: Die Rückkehr, Roman. Aus dem Englischen von Britta Mümmler. DTV, München 2016, ISBN 978-3-423-28080-8.
- The Judge, 1922 (Roman)
- The Strange Necessity: Essays and Reviews, 1928
- Lions and Lambs, 1928. Mit David Low.
- Harriet Hume, 1929 (Roman)
- Ending in Earnest: A Literary Log, 1931
- St. Augustine, 1933 (Biographie)
- The Modern Rake's Progress, 1934. Mit David Low.
- The Harsh Voice: Four Short Novels, 1935
- The Thinking Reed, 1936 (Roman)
- Black Lamb and Grey Falcon, 1941 (deutscher Titel: Schwarzes Lamm und grauer Falke. Eine Reise durch Jugoslawien)
- The Meaning of Treason, 1947 (politischer Journalismus)
- The New Meaning of Treason, 1964 (politischer Journalismus)
- A Train of Powder, 1955
- The Fountain Overflows, 1956 (Roman; deutscher Titel: Der Brunnen fließt über)
- The Court and the Castle: Some Treatments of a Recurring Theme, 1958. (Literaturkritik)
- The Birds Fall Down, 1966
- 1900, 1982. (Kulturgeschichte)
- The Young Rebecca, 1982 (früher, feministischer Journalismus; aus The Freewoman und Clarion.), Hrsg.: Jane Marcus
- The Real Night, 1984 (Roman)
- Cousin Rosamund, 1985 (Roman)
- Sunflower, 1986 (Roman)
- Family Memories: An Autobiographical Journey, 1987. Zusammengestellt, herausgegeben von Faith Evans.
- The Sentinel, 2002 (früher, feministischer Roman). Unvollendeter Roman, hrsg.: Kathryn Laing

## Verfilmungen
- 1950: Mein Leben gehört mir (A Life of Her Own)
- 1982: Schatten der Vergangenheit (The Return of the Soldier)